# Ammoxenus coccineus
Ammoxenus coccineus és una espècie d'aranyes araneomorfes de la família dels ammoxènids (Ammoxenidae). Fou descrit per primer cop l'any 1893 per Simon. Aquesta espècie és endèmica de Namíbia.
Ammoxenus coccineus és una aranya termitivora, depredadora de tèrmits. La femella holotip fa 5,5 mm.